# インターグルーヴ
インターグルーヴ（interGROOVE, Intergroove Tonträger-Vertriebs GmbH）は、かつて存在したドイツの音楽や映像媒体の販売会社。1995年設立でEDMやヒップホップを専門にドイツやヨーロッパ各国で事業を展開していたが、2014年に破産。ドイツでは日本のアニメ映画やアメリカの映画などもDVDで発売していた。

## サブレーベル
- Be Music
- Eurostar
- GSA Intergroove
- Manmade
- Silverstar
- Transmission
- Wash

## 販売担当
- FAX+49-69/450464
- ジャーマン・ドリーム
- Time Unlimited
- ミル・プラトー
- Ladomat 2000

## アーティスト
- ウィッシュボーン・アッシュ
- デイヴ・グルーシン
- ザ・フー
- ジェフ・ミルズ
- ビリー・ゴッドフリィ
- ベーゼ・オンケルズ
- サブリナ・セトラー
- グラスハウス
- ケンドリック・ラマー
- ファリド・バン